# Duisenberg-regeling
De Duisenberg-regeling is de overeenkomst uit 2005 waarbij gedupeerde consumenten een vergoeding kregen voor verliezen in de aandelenlease-affaire. Bij deze lease kochten voornamelijk Nederlandse klanten aandelen met geleend geld, waarbij Legio Lease en diens rechtsopvolger Dexia, de aanbieder van de lease, onvoldoende inzicht gaf in de risico's en de kosten.
Veel klanten leden aanzienlijke verliezen, waarna vier organisaties hun belangen gingen behartigen: de Consumentenbond, de Vereniging van Effectenbezitters, Stichting Leaseverlies en de Stichting Eegalease. Zij kwamen gezamenlijk met Dexia tot de Duisenberg-regeling, die tot stand is gekomen door bemiddeling van Wim Duisenberg, de voormalige president van De Nederlandsche Bank en de Europese Centrale Bank. Het gerechtshof bepaalde dat de regeling gold voor ieder die geen bezwaar gemaakt had, wat tot in 2007 kon.

## Betrokken partijen
Dexia heeft in 2000 een aantal financiële dienstverleners gekocht van Aegon. Daarbij was met name Legio Lease een belangrijke verkoper van aandelenleaseproducten. Vrij snel na de overname bleek dat Dexia een kat in de zak had gekocht. Steeds vaker bleek dat bij de afloop van een contract de klant met een schuld bleef zitten welke steeds moeilijker inbaar werd. Klanten hadden ook geen rekening gehouden met de mogelijkheid dat zij met een schuld zouden blijven zitten en weigerden massaal die schuld te betalen. Een aantal eiste zelfs de gehele inleg terug omdat zij meenden dat o.a. Legio Lease hen onjuist had geïnformeerd. Dit leidde tot een stortvloed van procedures waarbij Dexia betrokken raakte. Ook andere argumenten gingen hierbij een rol spelen, zoals aandelen die niet op de juiste wijze geleverd zijn en het ontbreken van een vergunning om krediet te mogen verlenen.
Een aantal organisaties trok zich het lot van de gedupeerde klanten aan, met name de Consumentenbond en de Vereniging van Effectenbezitters. Daarnaast werden er speciaal voor deze situatie organisaties opgericht. De belangrijkste daarvan waren de Stichting Leaseverlies en de Stichting Eegalease. Andere organisaties zoals Platformaandelenlease en een grote groep advocaten werden ondanks hun uitdrukkelijke wens niet bij de onderhandelingen toegelaten.
In de periode 2002 tot en met 2004 waren er al meerdere pogingen gedaan om tot een minnelijke regeling te komen. Die pogingen werden ook gestimuleerd door de overheid. Het Ministerie van Financiën vreesde voor de reputatie van Nederland op financieel gebied, het Ministerie van Justitie maakte zich ernstige zorgen over het vastlopen van de rechterlijke macht door de grote hoeveelheid procedures. Die eerdere pogingen hadden echter geen succes.

## Inhoud van de regeling
Duisenberg slaagde er uiteindelijk in om Dexia en de vier consumentenorganisaties op een lijn te krijgen. Zij werden het eens over een regeling waarbij de klant, afhankelijk van de concrete situatie, recht krijgt op vergoeding van een deel of de gehele restschuld die overbleef na afwikkeling van het contract.
De omvang van de vergoeding is afhankelijk van het soort product, de wijze hoe het contract werd of wordt beëindigd én de vraag of een eventuele echtgenoot wel of geen toestemming heeft gegeven om het contract destijds aan te gaan.

### Soort contract
De regeling kent twee soorten contracten, aangeduid met aflossingsproduct en restschuldproduct. Bij het aflossingsproduct werd tijdens de looptijd afgelost op de schuld. Bij zo'n product zou aan het einde van de contractperiode er in principe geen restschuld bestaan. Bij het restschuldproduct werd tijdens de looptijd alleen rente betaald en moest de schuld volledig betaald worden uit de opbrengst van de verkoop van de aandelen.

### Wijze van beëindiging
Ten aanzien van de wijze waarop de aandelenleaseovereenkomst is of wordt beëindigd maakt de regeling onderscheid tussen voortijdige  beëindiging, tussentijdse beëindiging en reguliere beëindiging. Daarnaast geldt er een peildatum, te weten 1 mei 2005.
Voortijdige beëindiging houdt in dat het contract is beëindigd terwijl dat volgens het contract nog niet kon. De meest voorkomende oorzaak is dat de klant is gestopt met het betalen van de maandelijkse termijn.
Bij tussentijdse beëindiging is er beëindigd voordat de overeengekomen looptijd is verstreken, maar dat gebeurde dan omdat het contract daarin voorzag. In het contract staat dan een bepaling in de trant van: deze overeenkomst is aangegaan voor 60 maanden. Zij kan na ten minste 36 maanden op verzoek van de klant worden beëindigd. In dat geval is er sprake van tussentijdse beëindiging.
Reguliere beëindiging is beëindiging na de overeengekomen looptijd, in het voorbeeld hierboven dus na 60 maanden.

### De echtgenoot
In boek 1 van het burgerlijk wetboek is een regeling opgenomen die bekendstaat als gezinsbescherming. Deze regeling, artikel 1:88, bepaalt dat de ene echtgenoot niet zonder toestemming van de andere echtgenoot bepaalde rechtshandelingen mag verrichten. Doet hij dat toch dan kan die andere echtgenoot die handeling vernietigen. Voor aandelenlease is van belang, dat dit onder huurkoop valt en daarom art. 1:88 B.W. van toepassing is, waarbij toestemming van de echtgenoot/echtgenote vereist is. Indien de echtgenoot geen toestemming geeft dan kan deze de overeenkomst vernietigen op grond van art. 1:89 BW. 
De Stichting Eegalease is met name met het oog op deze bepaling opgericht. Bij zeer veel aandelenleaseovereenkomsten heeft slechts een van beide echtgenoten getekend. Het ontbreken van de toestemming zou dan impliceren dat de overeenkomst vernietigbaar is.

### Deadline Duisenberg-regeling
De partijen die betrokken zijn bij de Duisenberg-regeling hebben op 18 november 2005 bij het Gerechtshof te Amsterdam een verzoek ingediend om deze regeling algemeen verbindend te verklaren op grond van de Wet collectieve afwikkeling massaschade. Op 25 januari 2007 deed het gerechtshof uitspraak en bepaalde dat de schikking algemeen verbindend zou worden verklaard. Beleggers die niet akkoord wilden gaan met de Duisenberg-regeling moesten dat uiterlijk 31 juli 2007 met een zogenaamde opt-outverklaring kenbaar maken. Ongeveer 200.000 beleggers kwamen voor de regeling in aanmerking, als ze akkoord gaan wordt twee derde van de restschuld (100% als de partner niet heeft meegetekend) kwijtgescholden, de inleg zijn ze echter kwijt.
Op 2 augustus 2007 maakte Dexia bekend dat de Duisenberg-regeling door 165.300 van haar cliënten is geaccepteerd. 24.700 cliënten zijn niet akkoord gegaan met de regeling en zijn voornemens om Dexia te dagvaarden voor de rechtbank Amsterdam. Hiermee lijkt de aandelenlease-affaire voorlopig nog niet ten einde.
In september 2017 concludeerde de Vereniging Consument & Geldzaken dat de restschuldvordering op Dexia's aandelenleaseproducten veelal ongefundeerd waren doordat Dexia en rechtsvoorganger Bank Labouchere aankoop van beursaandelen heimeijk had vervangen door een combinatie van ingeleende aandelen (securities lending) en derivaten. De kwijtschelding van niet-daadwerkelijk bestaande schulden leverden de clienten geen feitelijk voordeel op.